# Du segern oss förkunnar
Du segern oss förkunnar är en påskpsalm skriven av Erik Gustaf Geijer 1812. Texten bygger på Första Korintierbrevet 15:55, 57. Psalmen tilltalar Frälsaren från början till slut ("du, dig"), men är ingen egentlig bönesång, utan snarare en lovsång. Från början var psalmen åtta verser när den publicerades i skriften "Försök till psalmer" men efter bearbetning som antas vara av Johan Olof Wallin ströks de ursprungliga stroferna nummer 2, 3 och 5. Kvar blev fem sjuradiga strofer och inför publiceringen i 1819 års psalmbok ändrades den sista versens slutrader. Wallins insatser finns inte angivna i någon psalmbok. De strukna orden var: "Ack låt oss mild Dig finna!/Då värdes Dig påminna,/Vi hoppats uppå Dig" som ersattes med: "Ljuvt skall din stämma klinga./Och oss det budskap bringa,/Att ingen död mer är!".
Melodin är en gammal folkmelodi upptecknad i Erfurt 1524. Enligt 1937 års psalmbok är det samma melodi som används till psalmen Förlossningen är vunnen (1937 nr 50, 1986 nr 36 med ny titelrad).

## Publicerad i
- 1819 års psalmbok som nummer 105 i 1819 års psalmbok under rubriken "Återlösningen. Jesu uppståndelse".
- Sabbatstoner 1888 sång nummer 107 med 5 verser
- Nya Pilgrimssånger 1892 som nummer 80 under rubriken "Om Kristus. Kristi uppståndelse".
- Svensk söndagsskolsångbok 1908 som nummer 56 under rubriken "Påsksånger"
- Svenska Missionsförbundets sångbok 1920 som nummer 138 under rubriken "Jesu uppståndelse"
- Svensk söndagsskolsångbok 1929 som nummer 70 under rubriken "Påsksånger"
- Sionstoner 1935 som nummer 210 under rubriken "Passionstiden".
- 1937 års psalmbok som nummer 105 under rubriken "Påsk".
- Frälsningsarméns sångbok 1968 som nummer 621 under rubriken "Högtider - Påsk".
- Herren Lever 1977 som nummer 874 under rubriken "Kyrkans år - Påsktiden".[1]
- Den svenska psalmboken 1986 som nummer 150 under rubriken "Påsk".
- Finlandssvenska psalmboken 1986 som nummer 99 under rubriken "Påsk".